# Гукаленко Володимир Васильович
Володи́мир Васи́льович Гукале́нко (нар. 26 вересня 1961, Донецьк, Донецька область, Українська РСР, СРСР — пом. 1 листопада 2014, під Горлівкою, Україна) — молодший сержант батальйону патрульної служби міліції особливого призначення «Артемівськ» МВС України.

## З життєпису
Учасник російсько-української війни.
1 листопада 2014-го загинув під час виконання бойового завдання в зоні проведення бойових дій під Горлівкою.
Вдома залишились дві дорослі доньки

## Нагороди
- Орден «За мужність» III ступеня, посмертно (26 лютого 2015) — за особисту мужність і героїзм, виявлені у захисті державного суверенітету та територіальної цілісності України, вірність військовій присязі під час російсько-української війни